# Estrada Parque Tamanduá (DF-015)
A Estrada Parque Tamanduá (DF-015 ou EPTM)  é uma rodovia do Distrito Federal brasileiro, sob administração da respectiva unidade federativa. A rodovia liga o Lago Norte ao balão entre o Paranoá e o Itapoã. 